# (How to Be a) Millionaire
(How to Be a) Millionaire is een single van de Britse band ABC. Het nummer dient als eerste single van het album How to Be a... Zillionaire!.
Het nummer behaalde de 49e positie in de UK Singles Chart. Op de Billboard Hot 100 behaalde het de twintigste positie.
De videoclip toont een cartoon van bandleden Martin Fry en Mark White, die worden overweldigd door luxe goederen, die voortdurend groeien in omvang. De andere twee bandleden maken ook een korte verschijning in cartoonvorm.

## Nummers

### 7": Neutron NT107
1. "(How to Be a) Millionaire" - 3:30
2. "(How to Be a) Billionaire" - 3:37

### 12": Neutron NTXR 107
1. "(How to Be a) Zillionaire" (Bond Street Mix) - 6:05
2. "(How to Be a) Millionaire" (Single Remix) - 3:31
3. "(How to Be a) Millionaire" (A capella-versie) - 3:30

### 12": Neutron NTX 107
1. "(How to Be a) Zillionaire" (Wall Street Mix) - 7:33
2. "(How to Be a) Millionaire" - 3:31
3. "(How to Be a) Millionaire" (A capella) - 3:30
4. "(How to Be a) Millionaire" (Nickel & Dime Mix) - 5:22

## Hitlijsten
| Hitlijst (1984)                  | Hoogste positie |
| -------------------------------- | --------------- |
| UK Singles Chart                 | 49              |
| VS Billboard Hot 100             | 20              |
| VS Billboard Hot Dance Club Play | 4               |